# Rue des prairies
Pour les articles homonymes, voir rue des Prairies (homonymie).
Pour plus de détails, voir Fiche technique et Distribution.
Rue des prairies est un film franco-italien réalisé par Denys de La Patellière, sorti en 1959, avec Jean Gabin.

## Synopsis
1942. Henri Neveux rentre d'Allemagne après deux ans de captivité. Sa femme vient de mourir, laissant trois enfants, Louis et Odette et un nouveau-né, Fernand, issu d'une liaison adultère, mais qu'il accepte comme son fils. Élevant seul les enfants, Henri fait tout pour qu'ils aient la meilleure éducation possible. Si Fernand qui est un bagarreur pose quelques problèmes scolaires, les aînés, qui travaillent, s'en sortent mieux : Louis devient coureur cycliste professionnel tandis qu'Odette devient modèle de mode... mais aussi maîtresse d'un riche industriel marié. Tous deux veulent oublier leurs origines modestes et s'écartent de leur père, chef de chantier à Sarcelles. À la suite d'une fugue, de coups et blessures sur des inspecteurs de police à la suite d'une affaire de mœurs, Fernand est traduit devant un tribunal pour mineurs. Face aux magistrats, les deux aînés accablent leur père par intérêt. Toutefois Fernand, le fils illégitime, montre un véritable amour filial pour Henri. Le juge décide alors d'éteindre toute poursuite et de rendre Fernand à son père adoptif. Fernand libéré à l'issue de l'audience décide de retourner à l'école.

## Fiche technique
Sauf indication contraire, les informations mentionnées dans cette section peuvent être confirmées par la base de données cinématographiques Unifrance,  présente dans la section « Liens externes ».
- Titre original français : Rue des prairies
- Titre italien : Mio figlio
- Réalisation : Denys de La Patellière, assisté Pierre Granier-Deferre, Philippe Modave
- Scénario : Denys de La Patellière et Michel Audiard, adapté du roman de René Lefèvre (Éditions Gallimard)
- Dialogues : Michel Audiard
- Décors : René Renoux, assisté de Pierre Tybergein, Jacques d'Ovidio
- Photographie :  Louis Page
- Opérateur : Henri Tiquet, assisté de Marc Champion, Pierre Charvein
- Son : Jean Rieul, assisté de Georges Mardiguian, Marcel Corvaisier
- Montage : Jacqueline Thiedot, assistée de Marie-Claude Bariset
- Musique : Georges Van Parys (Éditions musicale: Eddie Barclay) - "Messe de Jean-Sébastien Bach" disque Erato.
- Photographe de plateau : Marcel Dole
- Ensemblier : Roger Joint
- Scripte : Madeleine Billeaud
- Régisseur général : Eric Geiger, Maurice Hartwig
- Maquillage : Marcel Bordenave, Yvonne Gasperina, Maud Bégon
- Tournage dans les studios Eclair du 1er juin au 22 juillet 1959
- Tirage : laboratoire Eclair - Enregistrement société S.O.R
- Sociétés de production : Les Films Ariane, Intermondia Films, Filmsonor, Vides Cinematografica
- Directeur de production : Alexandre Mnouchkine, Georges Dancigers, Jean-Paul Guibert
- Société de distribution : Cinédis
- Pays de production :  France -  Italie
- Langue de tournage : français
- Format : Noir et blanc - 1,66:1 - Son mono - 35 mm
- Genre : Mélodrame
- Durée : 86 minutes
- Date de sortie : 
  - France : 21 octobre 1959
- Visa d'exploitation : 17908

## Distribution
- Jean Gabin : Henri Neveux, ouvrier et veuf
- Claude Brasseur : Louis, le fils d'Henri
- Roger Dumas : Fernand, l'enfant adopté
- Marie-José Nat : Odette, la fille d'Henri
- Paul Frankeur : Ernest, l'ami d'Henri
- Alfred Adam : Jo Loutrel, l'entraîneur combinard de Louis
- Roger Tréville : M. Jacques Pedrell, l'amant d'Odette
- Renée Faure : L'avocate Maître Surville
- Dominique Page : Josette, la prostituée respectueuse
- Jacques Monod : Le président du tribunal
- Louis Seigner : Le procureur de la république
- Gabriel Gobin : Dubourg, un copain de captivité
- Guy Decomble : M. Perrot, le père de Paul
- François Chaumette : Le directeur de l'école
- Bernard Dhéran : Le juge d'instruction Moineau
- Gaby Basset : Mme Gildas, la femme du bistrot
- René Havard : Boris, le photographe
- Albert Dinan : Le barman de Montfort-l'Amaury
- France Asselin : Mme Dubourg
- Pierre Leproux : M. Gildas, le bistrot
- Jacques Marin : M.Mauduis
- Max Montavon : Un prisonnier de retour de captivité
- Léon Zitrone : Lui-même, commentateur de la course
- Pascal Mazzotti : Max, le valet de chambre
- Pierre Vernier : Un inspecteur
- Paul Mercey : Un copain de bistrot
- Marie Mergey : La crémière
- Emile Riandreys : Un prisonnier de retour de captivité
- Jacques Hilling : Le patron de l'hôtel "Stella"
- Emile Genevois : Un prisonnier de retour de captivité
- Robert Lombard : Un inspecteur
- Julien Maffre : Le garde champêtre
- Charles Bouillaud : Le vendeur de journaux
- Bernard Musson : Le garçon du bar des "Innocents"
- Marcel Loche : Un consommateur
- Raymond Marcillac : Lui-même, reporter télé
- Henri Coutet : L'employé au rapatriement
- Sady Rebbot : Le jeune homme giflé au bal
- Robert Mercier : Un homme sur le chantier
- Max Amyl : Un inspecteur
- Paul Bisciglia : Un jeune au bal
- Albert Daumergue : Un danseur
- Marc Arian : Un homme au bistrot
- Yvan Chiffre : Une figuration
- Dominique Rozan : Le photographe
- Dany Jacquet : ?
- Jenny Doria : ?
- Monique Mourroux : ?
- Pierre Vielhescaze : ?
- Pierre Durou : ?
- René Worms : ?
- Marcel Klemens : ?
- Denise Kerny : ?

## Analyse
Ce drame psychologique nous parle d'amour. Il illustre que l'amour filial va au-delà des liens du sang.
Rue des prairies s'inscrit aussi dans une série de films mettant en scène Jean Gabin et témoignant d'une forme de rejet, au cinéma, des grands ensembles en construction que l'on voit apparaître dans quelques courtes scènes. Rue des prairies annonce par petites touches ce thème qui sera plus développé dans Mélodie en sous-sol en 1963, ou Le Chat en 1970. Les grands ensembles sont en train d'être construits, et ils détruisent le monde dans lequel le personnage incarné par Jean Gabin vivait. Dans Rue des prairies, Gabin qui habite cette rue parisienne populaire, est contremaître sur le chantier des Sablons, à Sarcelles. Même si ce n'est pas explicité, il se trouve qu'il est ainsi amené à construire les structures de ce qui va détruire le monde ancien dans lequel il vit. La rue des Prairies, dans le XXe arrondissement de Paris, est en effet présentée comme l'archétype de la rue faubourienne parisienne, conviviale, vivante, avec un café où Henri Neveux, le personnage incarné par Gabin, connaît tout le monde, où les passants déambulent au milieu des marchandes de quatre saisons. Le film est construit sur des allers et retours entre la rue des Prairies et le chantier de Sarcelles, élément d'une modernité remplaçant peu à peu ce monde ouvrier des faubourgs.
Le film constitue également un document sur le changement de mentalité entre les années 1940 dans lesquelles se situent encore l'appartement d'Henri Neveux, son mobilier et son mode de vie, et les années 1960 du prétendant de sa fille : grand appartement moderne avec terrasse et chaîne haute-fidélité, mais aussi ce qu'Henri Neveux constate être une perte de repères moraux de la génération montante, puisqu'à ses yeux sa fille se vend à un homme riche qu'elle n'aime pas forcément, et que son fils accepte des combines peu reluisantes pour percer dans le milieu du cyclisme. La fin du film est à ce titre un renversement optimiste (Henri se rend compte que son fils « adoptif », lui, lui est fidèle), sans préjudice toutefois des années qui suivront.

## Lieux de tournage
- La rue des Prairies qui donne son nom au film et qui est une rue du 20e arrondissement n'est pas celle qui est présentée en images. Il semblerait que ce soit plutôt l'avenue Secrétan.
- L'escalier extérieur que gravit Jean Gabin au début du film pour rentrer chez lui de retour de captivité se trouve dans le groupe des immeubles HBM de la rue de la Saïda dans le 15e arrondissement de Paris.
- L'ancien pont de Grenelle sert de tableau en préambule du film et ensuite, à chaque changement de scène.

## Autour du film
- Roger Dumas accompagne sa fiancée Marie-José Nat au bureau de la production, avenue des Champs-Élysées où se trouvent Denys de La Patellière et Jean Gabin. Ce dernier reconnaît le fils de son ancien pâtissier mais lui dit qu'il a l'air trop vieux pour interpréter le rôle du jeune Fernand et le refuse. Roger Dumas se précipite alors chez un coiffeur, lui demande une coupe qui le rajeunisse et retourne aussitôt au bureau de la production. Jean Gabin décide alors qu'il convient pour le rôle[2].
- Dans le film, Sady Rebbot y reçoit une claque de la part de Jean Gabin. Celui-ci, après le tournage de la scène, s'en excuse auprès de lui en disant : « T'en fais pas, petit, mes gifles, elles portent bonheur. Regarde Pierre Brasseur et Viviane Romance. C'est comme ça qu'ils ont débuté dans le cinéma… »[3].